# Muzeum Motoryzacji w Warszawie
Muzeum Motoryzacji – muzeum w Warszawie mieszczące się w zabytkowej kamienicy przy ul. Filtrowej 62. Działające w latach 2009–2014, było filią stołecznego Muzeum Techniki.

## Historia
Muzeum zostało otwarte 21 marca 2009. Powstało z części zbiorów Muzeum Przemysłu, które musiało opuścić swoją siedzibę w Fabryce Norblina. W styczniu 2014 placówka została zamknięta.

## Zbiory
W zbiorach muzeum znajdowało się wiele polskich samochodów i motocykli. Wystawa Muzeum ułożona była przekrojowo, od pojazdów najstarszych jak samochód Humber z 1908 roku, czy Ford T z 1926. Oprócz tego pojazdy rządowe: Packard z kolumny prezydenckiej Ignacego Mościckiego czy opancerzony Cadillac zbudowany dla marszałka Józefa Piłsudskiego. Kolekcję samochodów FSO prezentowały: Syrena, Warszawa M20 a także prototypy jak Warszawa 210, Syrena 110, Ogar, Wars, Polonez Analog czy Fiat 125p 4x4. W zbiorach znajdowały się również pojazdy z innych polskich fabryk takie jak Mikrus, Beskid czy Smyk. Uzupełnieniem była kolekcja motocykli polskich i zagranicznych ale również pojazdy sportowe: Stratopolonez, Polski Fiat 125p "rekord", czy Peugeot 206 WRC (show-car).